# Beauprea penariensis
Beauprea penariensis là một loài thực vật có hoa trong họ Quắn hoa. Loài này được Guillaumin miêu tả khoa học đầu tiên năm 1935.